# Mrągowo
Mrągowo (în poloneză, în trecut, Żądźbork, în germană Sensburg) este un oraș în Polonia.